# Łukasz Zamęcki
Łukasz Zamęcki – polski politolog, doktor habilitowany nauk społecznych, profesor uczelniany na Wydziale Nauk Politycznych i Studiów Międzynarodowych Uniwersytetu Warszawskiego (WNPiSM UW). Specjalista w zakresie najnowszej historii politycznej Polski, a także polityki Hongkongu. Nauczyciel Wojskowego Ogólnokształcącego Liceum Informatycznego im. Polskich Kryptologów.

## Kariera naukowa
W dniu 26 maja 2010 r. uzyskał na ówczesnym Wydziale Dziennikarstwa i Nauk Politycznych UW stopień doktora nauk humanistycznych w zakresie nauk o polityce na podst. pracy Polityka surowcowa II Rzeczypospolitej w latach 1935-1939 (analiza decyzyjna), której promotorem był Marek Jabłonowski. 26 lutego 2020 r. na tym samym wydziale, noszącym wówczas już nazwę Wydziału Nauk Politycznych i Studiów Międzynarodowych UW, uzyskał stopień doktora habilitowanego nauk społecznych w dyscyplinie nauk o polityce i administracji na podst. dorobku naukowego i rozprawy Przemiany systemu politycznego Hongkongu w warunkach administracji Chińskiej Republiki Ludowej.
Należał do kadry naukowo-dydaktycznej Instytutu Europeistyki UW, gdzie w latach 2010-2012 był kierownikiem dziennych studiów jednolitych i studiów I stopnia na kierunku europeistyka, zaś w latach 2012-2016 wicedyrektorem instytutu. W latach 2016–2020 zajmował stanowisko prodziekana WNPiSM UW ds. badań naukowych i współpracy z zagranicą. Po reorganizacji wydziału z 2019 r., w ramach której instytuty zostały zastąpione przez katedry, znalazł się w zespole Katedry Systemów Politycznych. Od 2020 r. pełnomocnik dziekana WNPiSM UW ds. dyscypliny nauki o polityce i administracji.
Współpracownik CKE (m.in. współautor koncepcji egzaminu maturalnego z WoS-u od 2023 r.). Współpracownik MEN (w latach 2016 - 2019 członek zespołu ekspertów do prac nad tworzeniem podstawy programowej kształcenia ogólnego w zakresie wiedzy o społeczeństwie).
Członek Polskiego Towarzystwa Studiów Europejskich, w latach 2013-2015 sekretarz zarządu tej organizacji. Od 2017 r. sekretarz zarządu Komitetu Naukowego „Socio-political Pluralism” Międzynarodowego Towarzystwa Nauk Politycznych (IPSA). Kierownik kilku międzynarodowych projektów badawczych, m.in. “De-democratization at the times of Covid-19” (4EU+); „A means to an end. 16+1 formula as a mile stone to the New Silk Road” (The IEEM Academic Research Grants).